# ペドロ・サンタナ・ロペス
ペドロ・ミゲル・デ・サンタナ・ロペス（Pedro Miguel de Santana Lopes、1956年6月29日 - ）は、ポルトガルの政治家。リスボン生まれ、リスボン大学法学部卒。スポルティング・クルーベ・デ・ポルトゥガルの元会長。元首相。